# Officina (rivista letteraria)
(Lettera di Italo Calvino a Francesco Leonetti, 23 gennaio 1956)
Officina fu una rivista bimestrale di poesia fondata nel 1955 a Bologna. 

## Storia
Nacque nel maggio del 1955 dall'iniziativa di  Francesco Leonetti, Pier Paolo Pasolini e Roberto Roversi, e vide due serie stampate dalle Arti Grafiche Calderini di Bologna: la prima composta da dodici numeri che terminò nell'aprile del 1958 e la seconda, edita da Bompiani, iniziata nel marzo-aprile del 1959 che terminò, dopo soli due numeri, alla fine dell'aprile-maggio del '59.
Ai redattori della prima serie, Leonetti, Pasolini, Roversi, si affiancarono come collaboratori fissi, Gianni Scalia, Angelo Romanò e  Franco Fortini, che entrarono nella redazione con la seconda serie. L'amministrazione della rivista era affidata alla Libreria Antiquaria Palmaverde di Bologna che apparteneva a Roversi, mentre responsabile per la legge era Otello Masetti, capocommeso alla libreria Cappelli di Bologna, amico di Roversi.
L'esperienza di Officina nasce da un lavoro di personalità e tendenze diverse fra loro e cerca di organizzarsi fin dall'inizio "come gruppo culturale, più che configurarsi come sodalizio letterario", finendo per oscillare tra le due tendenze dando alla rivista una connotazione dalla quale deriverà la ricchezza e la molteplicità degli interventi, ma anche l'eclettismo del periodico, così che sarà l'acuirsi delle divergenze e delle contraddizioni a provocarne la fine.
Officina si impegna nella revisione della tradizione ermetico-novecentesca, conducendo una forte polemica contro il neonovecentismo e il neorealismo, alla ricerca di una nuova definizione della poesia, forte della credenza di un'idea di cultura intesa come forza motrice del rinnovamento della società.
La rivista, che era divisa in quattro sezioni titolate "La nostra storia", "Testi e allegati", "La cultura italiana", "Appendice" che nella seconda serie diventarono "Il nuovo impegno", "Discorso critico", "Testi e note", proponeva, oltre ai testi dei suoi redattori e dei collaboratori, testi di  Bassani, Bertolucci, Calvino, Caproni, Erba, Gadda, Luzi, Pagliarani, Penna, Rebora, Sciascia, Ungaretti, Volponi.